# Štadión Jozefa Špaura
Štadión Jozefa Špaura – stadion piłkarski w Ružinie, na Słowacji. Został otwarty w 1980 roku. Może pomieścić 1200 widzów. Swoje spotkania rozgrywają na nim piłkarze klubu FK Ružiná.
Po wybudowaniu w latach 70. XX wieku zbiornika wodnego Ružiná dawne boisko klubu piłkarskiego z Ružiny zostało zalane wodą. Klub przez pewien czas musiał rozgrywać swoje spotkania w okolicznych wsiach, aż w 1980 roku oddano do użytku nowe boisko, na którym zespół gra do dziś. Początkowo było to jedynie zwykłe boisko piłkarskie, 4 października 2009 roku obiekt został ponownie otwarty po rozbudowie. W 2012 roku TJ Baník Ružiná osiągnął historyczny sukces, awansując do II ligi. Ružiná bywała wówczas opisywana w słowackich mediach jako „najmniejsza wieś na świecie goszcząca drugoligowe rozgrywki”. Pobyt zespołu na drugim szczeblu ligowym trwał jednak tylko przez jeden sezon. 31 sierpnia 2013 roku stadionowi nadano imię miejscowego nauczyciela, Jozefa Špaura. W 2014 roku Baník po raz drugi awansował do II ligi, jednak przed nowym sezonem doszło do fuzji i włączenia klubu w struktury MFK Lokomotíva Zwoleń. Początkowo klub ze Zwolenia rozgrywał swoje mecze na boisku w Ružinie, tak więc II liga znów zagościła na tym obiekcie, na początku 2015 roku zespół powrócił jednak na swój stadion. W miejsce Baníka Ružiná powstał nowy zespół FK Ružiná, który występuje w rozgrywkach na szczeblu lokalnym.